# Děkanát Krnov

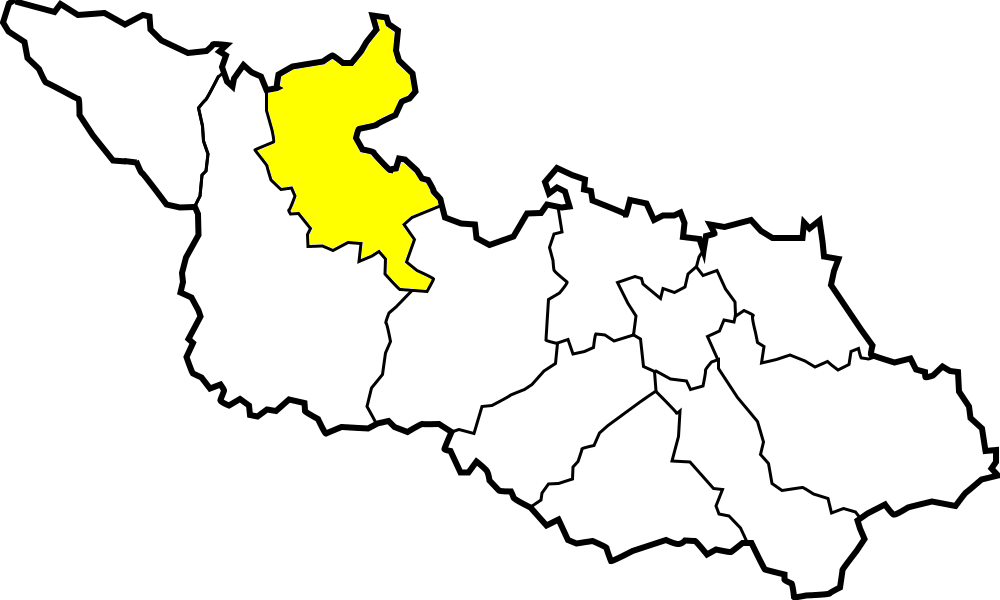
Děkanát Krnov v celku ostravsko-opavské diecéze

Děkanát Krnov je územní část ostravsko-opavské diecéze s centrem v Krnově. Tvoří jej 27 římskokatolických farností. Děkanem je krnovský farář P. Mgr. Karel Doležel.

## Seznam farností
| Farnost             | Správce                                                                                        | Další duchovní ve farnosti                                                           | Farní kostel                    |
| ------------------- | ---------------------------------------------------------------------------------------------- | ------------------------------------------------------------------------------------ | ------------------------------- |
| Bohušov             | P. Mgr. Jan Mazur                                                                              |                                                                                      | sv. Martin                      |
| Brantice            | administrátor excurrendo, Zátor                                                                |                                                                                      | Nanebevzetí Panny Marie         |
| Býkov               | administrátor excurrendo, Krnov                                                                |                                                                                      | Panna Maria Karmelská           |
| Heřmanovice         | administrátor excurrendo, Holčovice                                                            |                                                                                      | sv. Ondřej                      |
| Holčovice           | P. Mgr. et Mgr. Bc. Pavel Zachrla                                                              |                                                                                      | Neposkvrněné početí Panny Marie |
| Hošťálkovy          | administrátor excurrendo, Linhartovy (in spiritualibus) Mgr. Marcel Jedelský (in materialibus) |                                                                                      | sv. Michael Archanděl           |
| Hrozová             | administrátor excurrendo, Bohušov                                                              |                                                                                      | sv. Michael Archanděl           |
| Hynčice             | administrátor excurrendo, Město Albrechtice                                                    |                                                                                      | sv. Mikuláš                     |
| Janov ve Slezsku    | administrátor excurrendo, Bohušov                                                              |                                                                                      | Nejsvětější Trojice             |
| Jindřichov u Krnova | administrátor excurrendo, Bohušov                                                              |                                                                                      | sv. Mikuláš                     |
| Krasov              | administrátor excurrendo, Krnov                                                                |                                                                                      | sv. Kateřina Alexandrijská      |
| Krnov               | P. Mgr. Karel Doležel                                                                          | P. Mgr. Josef Juriga, P. Mgr. Dobromil Zifčak Mgr. MUDr. Václav Šimčík, trvalý jáhen | sv. Martin                      |
| Krnov-Kostelec      | administrátor excurrendo, Krnov                                                                |                                                                                      | sv. Benedikt                    |
| Lichnov u Bruntálu  | administrátor excurrendo, Zátor                                                                |                                                                                      | sv. Mikuláš                     |
| Linhartovy          | P. Vlastimil Bartoň (in spiritualibus) Mgr. Marcel Jedelský (in materialibus)                  |                                                                                      | Povýšení sv. Kříže              |
| Liptaň              | administrátor excurrendo, Město Albrechtice                                                    |                                                                                      | Nanebevzetí Panny Marie         |
| Město Albrechtice   | P. Mgr. Jan Randa                                                                              | P. Jiří Ondruš, Mgr. Marcel Jedelský, trvalý jáhen                                   | Navštívení Panny Marie          |
| Osoblaha            | administrátor excurrendo, Bohušov                                                              |                                                                                      | sv. Mikuláš                     |
| Petrovice u Krnova  | administrátor excurrendo, Bohušov                                                              |                                                                                      | sv. Roch                        |
| Pitárné             | administrátor excurrendo, Slezské Rudoltice                                                    |                                                                                      | Navštívení Panny Marie          |
| Slezské Rudoltice   | P. Oldřich Máša                                                                                |                                                                                      | sv. Kateřina Alexandrijská      |
| Sosnová             | administrátor excurrendo, Neplachovice                                                         |                                                                                      | sv. Kateřina Alexandrijská      |
| Široká Niva         | administrátor excurrendo, Vrbno pod Pradědem                                                   |                                                                                      | sv. Martin                      |
| Třemešná            | administrátor excurrendo, Město Albrechtice                                                    |                                                                                      | sv. Šebestián                   |
| Úvalno              | administrátor excurrendo, Krnov                                                                |                                                                                      | sv. Mikuláš                     |
| Vysoká u Krnova     | administrátor excurrendo, Slezské Rudoltice                                                    |                                                                                      | sv. Urban                       |
| Zátor               | P. Mgr. Radim Zielonka                                                                         |                                                                                      | Nejsvětější Trojice             |

Stav k roku 2017

## Územní změny
- Farnost Heřmanovice patřila od 1. února 2000 do 30. listopadu 2009 do děkanátu Bruntál.